# 12221市场体系
12221市场体系，又称12221农产品市场体系，是指中华人民共和国广东省在2019年率先进行的数字农业改革计划。

## 内容
2020年1月初，广东省农业农村厅印发《关于扎实推进2020年全省“12221”农产品市场体系建设工作的通知》，就今年广东省建立农产品市场体系建设工作进行部署。其中“12221”农产品市场体系建设指的是：
- 建立“1”个农产品的大数据，以大数据指导生产引领销售；
- 组建销区采购商和培养产区经纪人“2”支队伍，
- 拓展销区和产区“2”大市场
- 策划采购商走进产区和农产品走进大市场“2”场活动
- 实现品牌打造、销量提升、市场引导、品种改良、农民致富等“1”揽子目标。

## 行动
2019年9月，广东省农业农村厅主办广东省农产品采购商联盟系列活动，推广梅州柚，并开始尝试打造“12221”。
2020年初的COVID-19疫情冲击广东经济。2月19日，徐闻县县长吴康秀担任拼多多“县长助农主播”，成功提升徐闻菠萝销售量。3月10日下午，广东省饶平县县长陈跃庆同样担任主播，帮助销售潮州柑。3月12日，广东农业农村厅与拼多多正式达成战略合作，签订了合作框架协议，未来3年内，平均每月不少于一场，广东省市、县一把手进入直播间销售农产品。
随着抗疫管理恢复正轨，4月8日，广东省农业农村厅率先启动徐闻菠萝向日本的出口，开始突破疫情带来的劣势。4月15日，广东高州市举行“千年荔乡”2020茂名高州荔枝文化节，并按照12221农产品市场体系建设推广。4月22日，广东省农业农村厅启动了2020广东荔枝“12221”市场营销暨广东国际网络荔枝节活动，确保当年的广东荔枝的高销售量。根据2020年广东省首季度统计，虽然疫情冲击了广东年农业，但广东仍完成农业（种植业）产值同比增长6.0%，增幅比2019年同期提高1.5个百分点。园林水果、蔬菜、禽肉、禽蛋产量分别增长8.6%、4.7%、12.1%和6.5%。
随着12221市场体系在全省推广，更多的广东县市官员出现在网络销售领域。6月12日，揭阳市副市长曾瑞如、广东省农业农村厅二级巡视员陈文、惠来县委书记蔡淡群、县长肖辉生、副县长陈蓉霞、象棋大师许银川在拼多多推销惠来鲍鱼。9月23日，广东省庆祝2020年中国农民丰收节活动暨大湾区电商节开幕仪式在广州海心沙广场举行，进一步推广梅州柚等产品经验，袁隆平担任宣传大使。
2020年12月，农产品市场体系“12221”数字营销密码云论坛在广州举行，总结当年徐闻菠萝、广东荔枝、梅州柚的市场营销经验，并计划逐步推进柑桔、火龙果、兰花、茶叶、茶叶、对虾、程村蚝等特色农产品。
2021年初，广东省继续推进农产品“12221”市场体系建设，并继续以徐闻菠萝为起点，推出广东农产品品牌建设可复制可推广模式。2月25日，广东省农业农村厅印发《2021广东菠萝“12221”市场体系建设实施方案》。同月建立“徐闻菠萝高铁专列”，以兰州为中心，专列每日运行22个车次，班次横跨北京、上海等14个省份直辖市，覆盖中国西北、胶东半岛。广东省计划推广徐闻菠萝高铁专列经验，将徐闻菠萝、荔枝、火龙果、红橙、黄皮、蜜柚、芒果、释迦等优势特色水果产业销往中国各地。

## 代表产品
- 徐闻菠萝[13]
- 潮州柑[13]
- 广东荔枝（茂名荔枝）[13]
- 梅州柚[13]
- 惠来鲍鱼[20]
- 翁源兰花[20]
- 遂溪火龙果[20]
- 德庆贡柑[20]
- 阳西程村蚝[20]

## 影响
正逢中国进行脱贫攻坚战的改革，广东省在数字农业方面的锐利改革，激发了全国各地基层官员电商直播带货风潮。截止2020年12月，共有110位市长、县长走进“县长来直播”直播间，帮助销售农产品1.23亿元，其中6819万元来自贫困县。其中一些活动引起了舆论的争鸣，比如新疆维吾尔自治区伊犁州昭苏县副县长贺娇龙发布在抖音上的一段雪地策马驰骋短视频，引发了广大网友对当地旅游和昭苏马的极大兴趣。